# Amanita frostiana
Amanita frostiana é uma espécie de fungo que pertence ao gênero de cogumelos Amanita na ordem Agaricales. Na natureza, é encontrado no leste dos Estados Unidos e sudeste do Canadá. Foi descrito cientificamente por Charles Horton Peck em 1883 como Agaricus frostianus.